# Mapeamento de processos de negócios
O mapeamento de processos de negócios objetiva determinar a forma em que os insumos recebidos de um fornecedor, são tratados e transformados em produtos que serão entregues aos clientes (cadeia cliente/fornecedor). A essa transformação, chamada de processo, são alocados recursos (materiais, financeiros, de pessoas, etc) destinados a promover essa transformação com  efetividade (eficiência + eficácia). 
O resultado do mapeamento é o mapa de processo e o diagrama de relacionamentos, que são representações gráficas, demonstrando o fluxo operacional e a inter-relação entre diferentes processos. Acrescenta-se a estes a obtenção do diagnóstico dos processos e dos negócios, pela construção da Análise SWOT. Através dos mapas é possível calcular os custos totais do processo, das suas atividades ou tarefas, o tempo de execução, os responsáveis, o pessoal alocado, o tempo de dedicação de cada recurso e estabelecimento de melhorias ou otimizações. 
O mapeamento dos processos possibilita e facilita a construção de sistemas de medições (indicadores de desempenho), avaliando em tempo real a execução das tarefas, medições dos resultados, custos, produção, produtividade, etc., tornando mais facil o seu gerenciamento. Outra vertente bastante interessante é conjugar os processos com o gerenciamento de riscos (mapeando-se os riscos operacionais), reduzindo a incidência de situações fortuitas e prejudiciais ao funcionamento dos processos (e empresas).
No mapeamento, define-se exatamente o que uma entidade empresarial faz, quem é responsável, em que padrão um processo deve ser concluído e como o sucesso de um processo de negócio pode ser determinado. Uma vez feito isso, não pode haver incerteza quanto às exigências de todos os processos internos do negócio. Uma ilustração de processos de negócios é produzida. O primeiro passo para ganhar controle sobre uma organização é conhecer e entender os processos básicos (Deming, 1982; Juran, 1988; Taylor, 1911).
Uma área que conjuga os processos e seus gerenciamento é a BPM (Business Process Management), bem como a BPMS (Business Process Management Software).
A ISO 9001 exige que uma entidade de negócio siga uma abordagem de processo para gerenciar seus negócios. Para esse fim, a criação de mapas de processos de negócios irá ajudar. A entidade pode, então, trabalhar no sentido de assegurar que seus processos sejam eficazes (o processo certo é seguido pela primeira vez) e eficientes (continuamente melhorados para garantir que os processos utilizem a menor quantidade de recursos).
Um conceito relacionado é a modelagem de Processos e de Arquitetura de Processos.